# Heigne
Heigne est un quartier de Jumet dans la ville belge de Charleroi dans la province de Hainaut.

## Histoire
L'endroit est mentionné pour la première fois en 866 sous le nom de Hunia Castellum. Le terme hunia, un très ancien mot celte, fait partie des rares termes ayant traversé les siècles, issu du dialecte des peuples germaniques présents dans nos régions bien avant l'arrivée des légions romaines. Il peut être traduit par « escarpement, endroit élevé, éminence ». Le village de Hogne près de Dinant, ainsi que Hougnée près de Hamoir et la rivière la Hoëgne, tirent également leur nom de cette origine. Quant au mot castellum, il ne désigne pas un château mais un fortin ou un poste de défense. Hunia Castellum se traduit donc par « fortin situé sur un escarpement ».
En octobre 1231, Jean d'Eppes concède la chapelle de Heigne à l'abbaye, permettant ainsi l'installation des moines pour assurer le service du culte. C'est sans doute à cette occasion que l'église, déjà imposante, est agrandie et embellie. Cette présence cistercienne allait perdurer pendant plus de cinq siècles, jusqu'à la Révolution française. L'importance et la renommée du culte de Notre-Dame dans l'église de Heigne ont probablement motivé la fondation du prieuré par l'abbaye de Lobbes.
Le quartier de la rue de la Madelaine a été bombardé en 1944.

## Patrimoine et folklore

### Patrimoine architectural
- La chapelle de Heigne, édifiée au XIIe siècle, elle a été transformée au fil des siècles[4].
- La chapelle Saint-Roch, rue Anseele. Construite en 1714, elle a été détruite en mai 1944 lors des bombardements, puis reconstruite en 1956[5].
- Brasserie de l'Union, fondée en 1865[6] et fermée en 2006.
- En face de la chapelle, un grand bâtiment blanc était le château du Docteur Dorgnaux. Aujourd'hui, c'est devenu un internat ("Les Eclaireurs").

#### Bâtiments disparus
- Le prieuré d'Heigne.
- Le château Francq, érigé en 1906 par Jules Francq et démoli en 1957[7]. Il se situait rue de la Madeleine.

### Folklore
Le tour de la Madeleine est un moment les plus marquants du quartier. Sur la place Francq, il y a une fête foraine jusqu'à la place du prieuré où se trouve la chapelle.

## Galerie

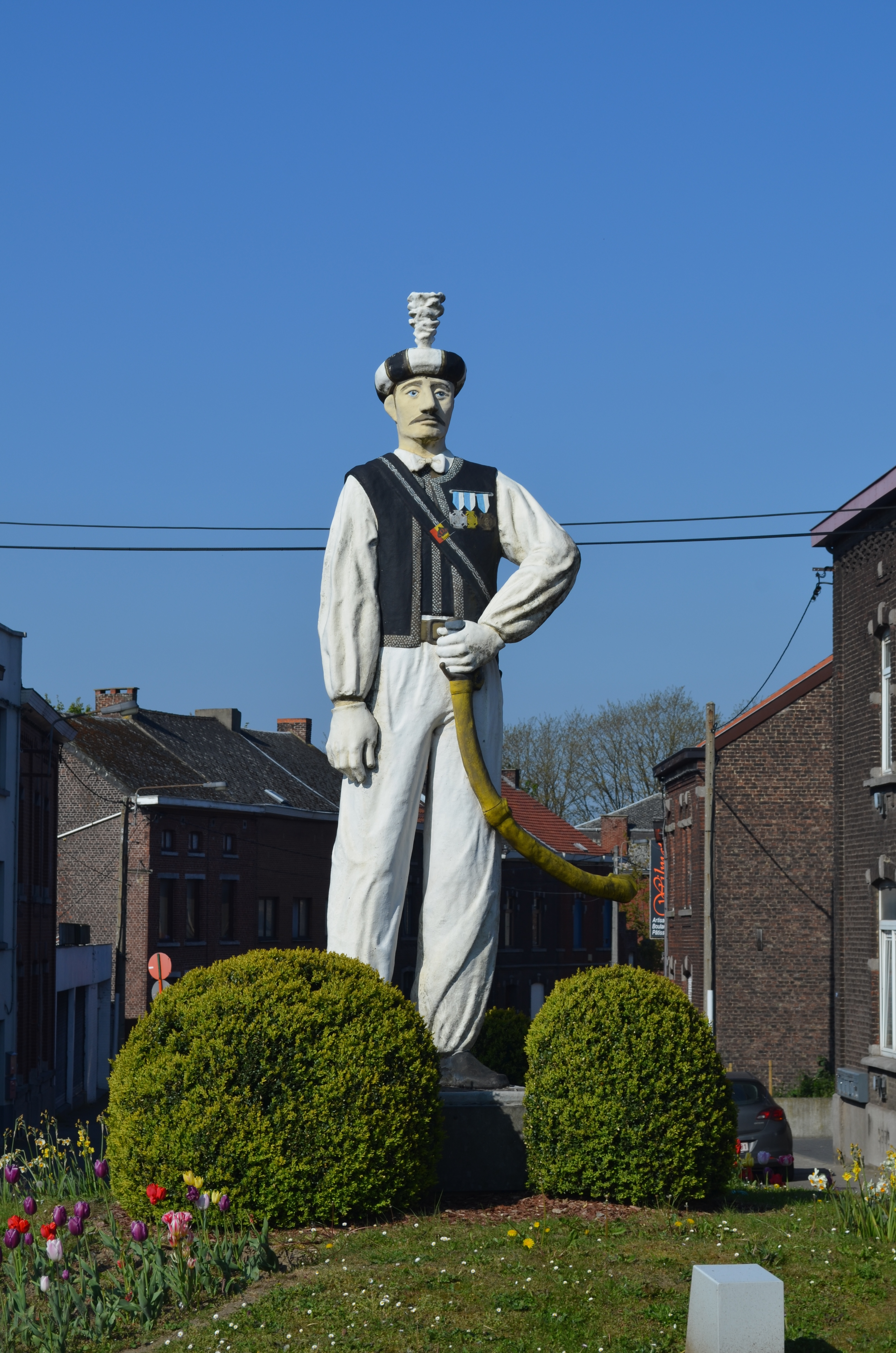
Le Mamelouk à l'entrée de Heigne.
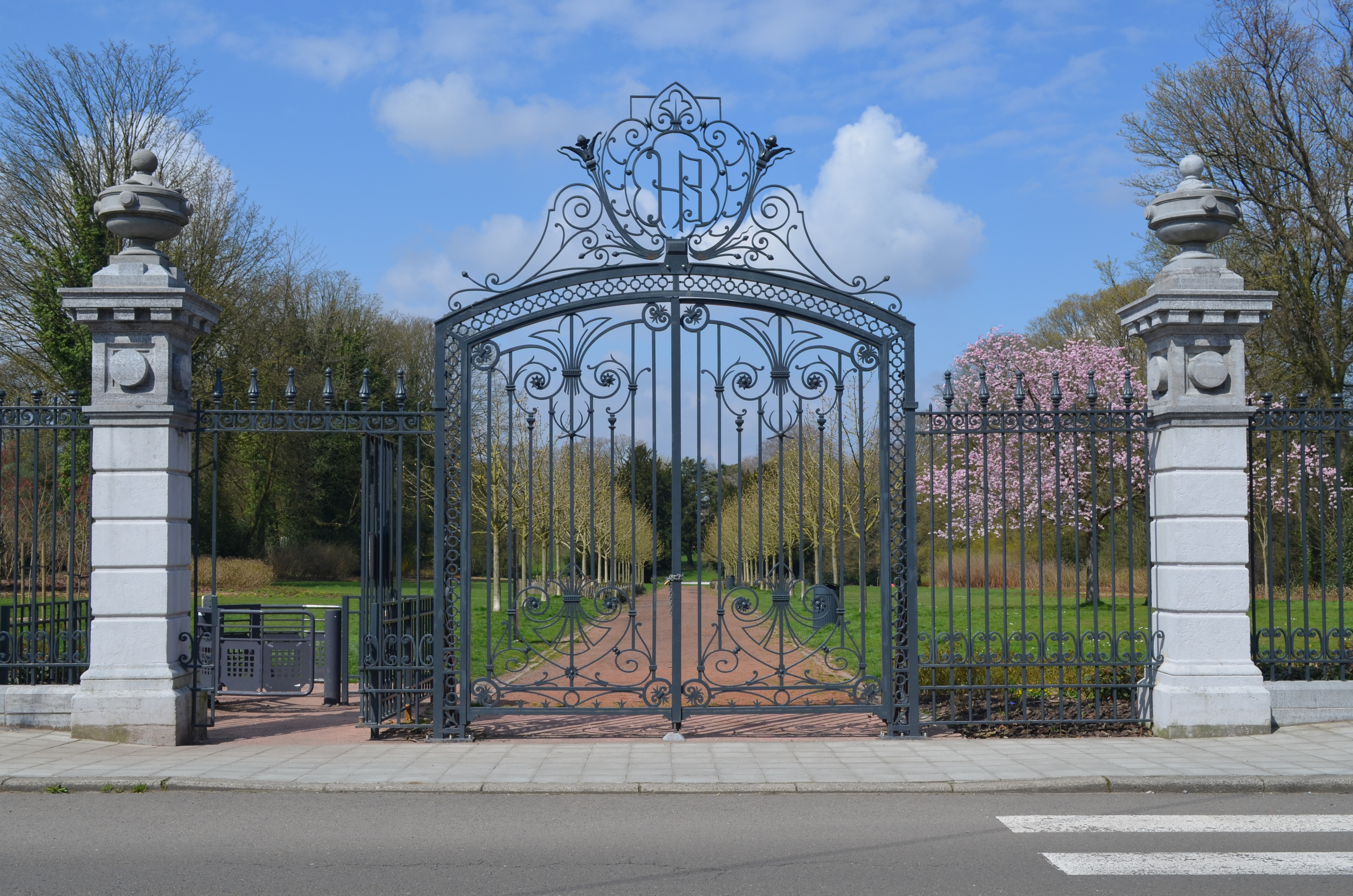
L'entrée du parc Bivort.
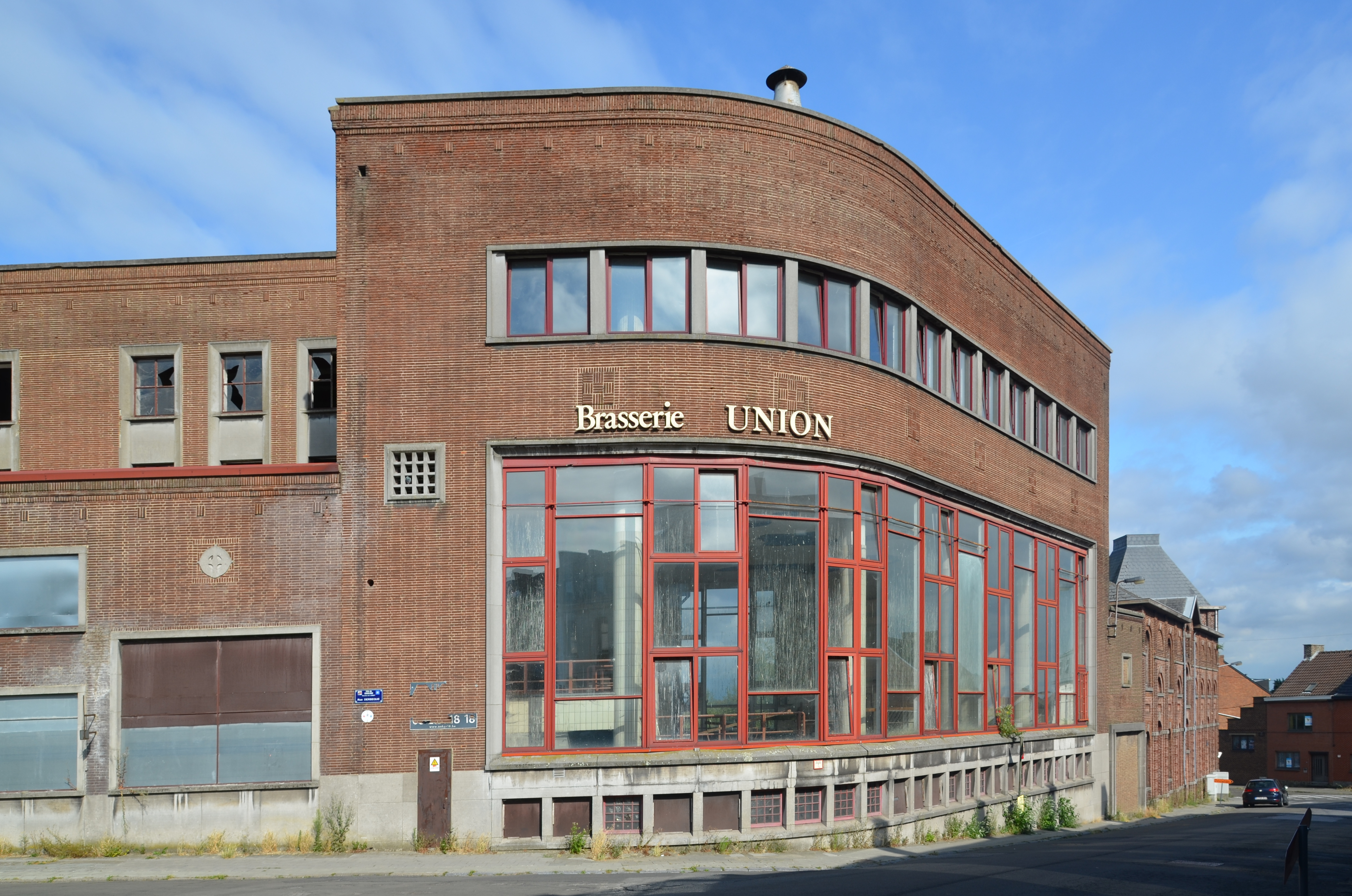
Brasserie de l'Union.